# Franz Fehringer (Sänger)
Franz Fehringer (* 7. September 1910 in Nußloch; † 15. Mai 1988 ebenda) war ein deutscher Opern-, Operetten-, Konzert- und Rundfunksänger (lyrischer Tenor).

## Leben

### Herkunft und Ausbildung
Franz Fehringer wuchs als jüngstes von fünf Kindern des Sparkassen-Innenrevisors Franz Fehringer senior in Nußloch bei Heidelberg auf. Nach der Volksschule besuchte er eine Höhere Handelsschule und absolvierte anschließend eine dreijährige kaufmännische Lehre.
Während seiner Lehrzeit sang er im Männerchor seines Heimatortes und in dessen „Elite-Quartett“ mit. Der Dirigent des Chores erkannte Fehringers sängerische Begabung und half ihm, bei Zimmermann an der Badischen Hochschule für Musik in Karlsruhe vorzusingen. Zimmermann war von Fehringers „lyrischer Eleganz“ und seinem „melancholischen Timbre“ angetan. Zwei Jahre lang studierte Fehringer in Karlsruhe Gesang. Einer seiner Lehrer war der Bariton Jan van Gorkom (1862–1941).

### Laufbahn
Fehringer debütierte 1934 in Karlsruhe als Konzertsänger mit der Tenorpartie in der 9. Sinfonie von Ludwig van Beethoven. Von 1935 bis 1938 war Fehringer festes Ensemblemitglied am Badischen Staatstheater Karlsruhe.  Seine erste große Partie war die Titelrolle in Georg Friedrich Händels Oper Xerxes unter dem Dirigat Joseph Keilberths, der ihn auch zu Rundfunkkonzerten verpflichtete. Von 1938 bis 1944 folgte ein Festengagement als 1. lyrischer Tenor am Nassauischen Landestheater, dem heutigen Hessischen Staatstheater Wiesbaden, wo er besonders in Opern von Wolfgang Amadeus Mozart und Albert Lortzing eingesetzt wurde. So sang er in zwei Spielzeiten den Ferrando in Così fan tutte. Dort wirkte er 1943 in der Uraufführung der komischen Oper Dorfmusik von Fried Walter mit. 1944 wurde er in die Gottbegnadeten-Liste des Reichsministeriums für Volksaufklärung und Propaganda aufgenommen.
Nach dem Zweiten Weltkrieg hatte er von 1946 bis 1948 einen Gastvertrag am Nationaltheater Mannheim. Während dieser Zeit trat er auch in Konzerten, beispielsweise bei Oratorienaufführungen und als Liedsänger auf. Ab 1948 war Fehringer als freischaffender Opern- und Konzertsänger tätig. In der Folgezeit wurde er jedoch hauptsächlich als Rundfunksänger bekannt. Er wirkte ab 1948 beim Nordwestdeutschen Rundfunk in Hamburg, beim Hessischen Rundfunk in Frankfurt am Main, beim Süddeutschen Rundfunk in Stuttgart und beim Westdeutschen Rundfunk in Köln in zahlreichen Gesamtaufnahmen von Opern und Operetten mit und wurde damit das bundesrepublikanische Pendant zu dem bis 1960 in der DDR wirkenden, ebenso vielseitigen Gert Lutze, der sich als Operettentenor Charles Geerd nannte.
Bekannt wurde Fehringer insbesondere durch zahlreiche Operettenaufnahmen, die in den 1950er und 1960er Jahren unter der musikalischen Leitung von Franz Marszalek entstanden und exklusiv bei Polydor auf Schallplatten veröffentlicht wurden. Fehringer nahm dabei, meist mit Herta Talmar als Partnerin, große Teile des Operettenrepertoires auf, unter anderem Der Vogelhändler, Die lustige Witwe, Der Vetter aus Dingsda , Im weißen Rößl, Hochzeitsnacht im Paradies von Friedrich Schröder, Saison in Salzburg und Die Blume von Hawaii.
Weiterhin trat er regelmäßig als Konzertsänger und als Liedinterpret auf, unter anderem in Johann Sebastian Bachs Passionen und in Oratorien Georg Friedrich Händels sowie mit Franz Schuberts Liederzyklen. Häufig wirkte er in Konzerten von Laienchören als Solist mit, wobei er sein facettenreiches Spektrum von Genres zur Wirkung bringen konnte. Fehringer ist heute zwar weitgehend als Operettensänger in Erinnerung, sang jedoch zu Beginn seiner Karriere auch zahlreiche Opernpartien, unter anderem Don Ottavio in Don Giovanni, Graf Almaviva in Der Barbier von Sevilla, Walther von der Vogelweide in Tannhäuser, die Titelrolle in Hoffmanns Erzählungen, Hans in Die verkaufte Braut und Narraboth in Salome.
1968 neigte sich Fehringers sängerische Laufbahn dem Ende zu. Fortan widmete er sich verstärkt seiner Tätigkeit als Gesangslehrer. Im selben Jahr starb seine Frau Ilse, die er 1946 geheiratet hatte.

### Lehrtätigkeit
Seine eigenen gesanglichen Erfahrungen machten Franz Fehringer zu einem erfolgreichen Gesangspädagogen. Ab 1960 lehrte an der Musikhochschule Mainz und gleichzeitig an der Hochschule für Musik und Theater in Heidelberg, die später in die Hochschule für Musik und Darstellende Kunst Mannheim integriert wurde, sowie privat. Außer bekannten Sängern und Gesangslehrern wie Reinhard Leisenheimer, Ingeborg Most, Peter Parsch und  Harald Stamm konnte er vielen Schulmusiklehrern den Weg zu einem natürlichen, von künstlerischer Verantwortung getragenen Singen ebnen. Auch Liedbegleiter, Instrumentalisten und Dirigenten wie Jürgen Glauß, Uwe-Martin Haiberg und Wolfgang Balzer waren seine Schüler. Den ihm 1970 in Mainz angetragenen Professorentitel lehnte Fehringer mit der Begründung ab, er sei und bleibe „Sänger mit Leib und Seele“ und sei kein Professor. Fehringer war für sein soziales Engagement bekannt; häufig erteilte er Gesangsstudenten aus einkommensschwachen Familien kostenlos Gesangsunterricht.
Fehringers Gesangs- und Unterrichtsmethoden, in denen tiefe Kehlkopfstellung, Atemstütze und Vokalausgleich eine große Rolle spielten, bildeten die Grundlage für Harald Stamms umfangreiche Lehrtätigkeit und dessen Anleitung zur Gesangstechnik mit dem Titel Kraftvoll entspanntes Singen.

## Bedeutung
Franz Fehringer war als ungewöhnlich vielseitiger lyrischer Tenor bereits ab 1940 und vor allem nach dem Ende seiner Bühnenkarriere im Jahre 1948 ein herausragender und vielbeschäftigter Rundfunksänger. Viele Aufnahmen aus den Bereichen Lied, Oratorium, Operette und Oper bei nahezu allen deutschen und einigen ausländischen Rundfunkanstalten zeugen davon. Nach dem Zweiten Weltkrieg bestand dafür eine besonders große Nachfrage, da die Schallarchivbestände der deutschen Sender durch Kriegseinwirkungen und Plünderungen großenteils vernichtet waren.  Zudem war es jetzt möglich, die Werke von im Dritten Reich verfemten Komponisten wie Paul Abraham, Ralph Benatzky, Walter Braunfels, Léon Jessel, Emmerich Kálmán, Jacques Offenbach, Arnold Schönberg und Robert Stolz mit Fehringer als Mitwirkendem aufzunehmen. Mit ihm entstanden viele Gesamtaufnahmen von Operetten und Opern unter namhaften Dirigenten wie Hans Müller-Kray, Wolfgang Sawallisch, Kurt Schröder, Werner Schmidt-Boelcke und Winfried Zillig sowie insbesondere Franz Marszalek. Aufnahmen einzelner, beliebter Opern- und vor allem Operettenmelodien festigten Fehringers Beliebtheit bei den Rundfunkhörern insbesondere in den 1950er Jahren.
Gerne setzte sich Fehringer auch im Rundfunk für das Kunstlied ein, teils mit instrumentierten Fassungen, aber auch wie bei Liedern Wolfgang Amadeus Mozarts und Joseph Haydns in Vorwegnahme der damals noch weitgehend unüblichen historischen Aufführungspraxis mit Begleitung des Hammerklaviers. Sein Liedrepertoire umfasste Kunstlieder aller namhaften Komponisten von den Liedklassikern des 18. und des 19. Jahrhunderts bis hin zum frühen Arnold Schönberg. Für Lieder von Richard Trunk setzte er sich besonders ein und widmete sich auch weniger bekannten Komponisten wie Robert Franz, Joseph Haas und Othmar Schoeck.
Fehringer gehörte zu den ersten Sängern, die bei Fernsehproduktionen von Operetten den Gesangspart der Schauspieler doubelten, unter anderem bei einer Verfilmung der Operette Die Fledermaus aus dem Jahre 1959, in der er dem Schauspieler Fred Kraus seine Stimme lieh.

## Tondokumente
Von Fehringer existieren zahlreiche Schallplattenaufnahmen und Tondokumente. Hauptsächlich handelt sich dabei um Rundfunkmitschnitte. Belegt sind insgesamt 97 Gesamtaufnahmen von Opern und Operetten, 53 davon allein beim Hessischen Rundfunk. 
Erhalten sind unter anderem Gesamtaufnahmen der Opern Der Barbier von Sevilla (1948, als Almaviva mit Sári Barabás), Die lustigen Weiber von Windsor (1949, als Fenton), Così fan tutte (1951, als Ferrando), Die Jüdin (1951, als Léopold mit Erna Schlüter), Die toten Augen (1951, als Hirt), Genoveva (1951, als Golo), Pelleas und Melisande (1952, als Pelleas), Salome (1952, als Narraboth), Die ersten Menschen (1952, als Chabel), Wenn ich König wär’ (1953, als Zephoris), Oberon (1953, Titelrolle), Jenufa (1953, als Laca), Der Corregidor (1953, Titelrolle), Tiefland (1953, als Nando), Idomeneo (1954, als Arbaces) und Rodelinda (1954, als Grimoaldo).
Beim Westdeutschen Rundfunk nahm Fehringer in den 1950er Jahren unter der musikalischen Leitung des Operettendirigenten Franz Marszalek ebenfalls zahlreiche Operettengesamtaufnahmen auf, häufig auch von unbekannteren oder fast vergessenen Werken: Der liebe Augustin (1950), Die Kaiserin von Leo Fall (1953, mit Anny Schlemm), Lady Hamilton (1953, mit Anny Schlemm), Die Zirkusprinzessin (1955, mit Sári Barabás), Die ungarische Hochzeit (1955, mit Anny Schlemm) und Adrienne (1956, mit Herta Talmar). Die Aufnahme von Adrienne lag Fehringer besonders am Herzen. Kurz vor seinem Tode wünschte er, daraus das von ihm und Herta Talmar gesungene Duett Es flüstert der Nachtwind noch einmal zu hören.